# Le Vengeur (film, 1957)
Pour les articles homonymes, voir Le Vengeur.
Pour plus de détails, voir Fiche technique et Distribution.
Le Vengeur (titre original : Shoot-Out at Medicine Bend) est un film américain de Richard L. Bare sorti en 1957.

## Synopsis
Durant sa permission, le capitaine Devlin rend visite à son frère dans son ranch. Bientôt celui-ci est attaqué par des indiens. Le frère est abattu en raison de mauvaises cartouches. Devlin et deux de ses hommes partent alors enquêter dans la ville la plus proche, à la recherche de celui qui a vendu ces munitions défectueuses.

## Fiche technique
- Titre original : Shoot-Out at Medicine Bend
- Réalisation : Richard L. Bare
- Scénario : John Tucker Battle et D.D. Beauchamp
- Directeur de la photographie : Carl Guthrie
- Montage : Clarence Kolster
- Musique : Roy Webb
- Costumes : Marjorie Best
- Production : Richard Whorf
- Genre : Western en noir et blanc
- Pays :  États-Unis
- Durée : 87 minutes
- Date de sortie :
  -  États-Unis : 4 mai 1957
  -  France : 4 mars 1959

## Distribution
- Randolph Scott (VF : Michel Gatineau) : le capitaine Buck Devlin
- James Craig (VF : Marcel Bozzuffi) : Ep Clark
- Angie Dickinson (VF : Nelly Benedetti) : Priscilla King
- Dani Crayne (VF : Michèle Montel) : Neil Garrison
- James Garner (VF : Jacques Deschamps) : le sergent John Maitland
- Gordon Jones (VF : Jacques Dynam) : le soldat Wilbur « Will » Clegg
- Trevor Bardette (VF : Fernand Fabre) : le shérif Bob Massey
- Don Beddoe (VF : Émile Duard) : le maire Sam Pelley
- Myron Healey (VF : Roger Rudel) : Rafe Sanders
- John Alderson (VF : Claude Bertrand) : Clyde Walters
- Harry Harvey Sr. (VF : Gérard Férat) : Elam King
- Robert Warwick : Frère Abraham